# Lèmur ratolí de Jonah
El lèmur ratolí de Jonah (Microcebus jonahi) és una espècie de primat de la família dels quirogalèids. Com tots els altres lèmurs, és endèmic de Madagascar, on viu a altituds d'entre 42 i 356 msnm. Es tracta d'un lèmur ratolí gros, de color marró rogenc i orelles petites. El pelatge és curt i espès. El seu hàbitat natural són els boscos. Fou anomenat en honor del primatòleg malgaix Jonah Ratsimbazafy.